# Gastón Etlis
Gastón Etlis (* 4. November 1974 in Buenos Aires) ist ein ehemaliger argentinischer Tennisspieler.

## Leben
Etlis wurde 1995 Tennisprofi und spielte zunächst auf der ATP Challenger Tour. Er konnte schon bald erste Erfolge verbuchen und gewann unter anderem Partien gegen Jaime Oncins und Karsten Braasch. Im Juni gewann er in Cali seinen ersten Einzeltitel auf der Challenger-Tour. 1997 erreichte er als Qualifikant das Viertelfinale des ATP-Turniers von Key Biscayne. Drei Jahre später gewann er in Zagreb einen weiteren Challenger-Einzeltitel, im Jahr darauf folgte der Titel von Brasília. 2003 drang er als Qualifikant bis ins Halbfinale der Brasil Open vor, unterlag dort aber dem späteren Turniersieger Sjeng Schalken. Im Doppel war er deutlich erfolgreicher. Zwischen 2002 und 2005 gewann er an der Seite seines Doppelpartners Martín Rodríguez vier Turniere. Er stand zudem im Laufe seiner Karriere zehn Mal in einem Doppelfinale, davon fünf mit Rodríguez. 2004 standen sie zusammen im Finale des Masters-Turniers von Monte Carlo, unterlagen dort jedoch Tim Henman und Nenad Zimonjić. Seine höchste Notierung in der Tennis-Weltrangliste erreichte er 2000 mit Position 114 im Einzel sowie 2005 mit Position 17 im Doppel.
Seine besten Einzelergebnisse bei Grand-Slam-Turnieren waren die Zweitrundenteilnahmen bei den French Open und den US Open. Bei den Australian Open konnte er in zwei aufeinander folgenden Jahren jeweils das Halbfinale erreichen. Mit Martín Rodríguez unterlag er 2003 gegen Mark Knowles und Daniel Nestor, im Jahr darauf unterlagen beide gegen die späteren Turniersieger Michaël Llodra und Fabrice Santoro. 2002 stand er mit Paola Suárez im Mixed-Finale der Australian Open, sie unterlagen jedoch Kevin Ullyett und Daniela Hantuchová.
Etlis absolvierte 1996 zwei Einzelpartien für die argentinische Davis-Cup-Mannschaft. In der Qualifikation für die Weltgruppe gegen Mexiko verlor er gegen Alejandro Hernández und gewann gegen Leonardo Lavalle. Argentinien unterlag in der Partie mit 2-3. Etlis trat zweimal bei Olympischen Sommerspielen für Argentinien an. Bei den Olympischen Sommerspielen 1996 trat er im Einzel an und unterlag in der ersten Runde Wayne Ferreira. 2004 trat er an der Seite von Martín Rodríguez im Doppel an. Sie erreichten die zweite Runde, wo sie den späteren Goldmedaillisten Nicolás Massú und Fernando González unterlagen.

## Erfolge
| Legende                       |
| Grand Slam                    |
| Tennis Masters Cup            |
| ATP Masters Series            |
| ATP International Series Gold |
| ATP International Series (4)  |
| ATP Challenger Series (15)    |

### Einzel

#### Turniersiege
| Nr. | Datum             | Turnier  | Belag | Finalgegner     | Ergebnis      |
| --- | ----------------- | -------- | ----- | --------------- | ------------- |
| 1.  | 12. November 1995 | Cali     | Sand  | Karim Alami     | 6:1, 3:6, 6:3 |
| 2.  | 21. Mai 2000      | Zagreb   | Sand  | Agustín Calleri | 6:3, 7:5      |
| 3.  | 19. August 2001   | Brasília | Sand  | Sergio Roitman  | 7:5, 6:3      |

### Doppel

#### Turniersiege

##### ATP Tour
| Nr. | Datum            | Turnier      | Belag     | Partner          | Finalgegner                    | Ergebnis         |
| --- | ---------------- | ------------ | --------- | ---------------- | ------------------------------ | ---------------- |
| 1.  | 11. Februar 2002 | Viña del Mar | Sand      | Martín Rodríguez | Lucas Arnold Ker Luis Lobo     | 6:3, 6:4         |
| 2.  | 18. Februar 2002 | Buenos Aires | Sand      | Martín Rodríguez | Simon Aspelin Andrew Kratzmann | 3:6, 6:3, [10:4] |
| 3.  | 19. April 2004   | Valencia     | Sand      | Martín Rodríguez | Feliciano López Marc López     | 7:5, 7:6         |
| 4.  | 22. August 2005  | New Haven    | Hartplatz | Martín Rodríguez | Rajeev Ram Bobby Reynolds      | 6:4, 6:3         |

##### Challenger Tour
| Nr. | Datum              | Turnier           | Belag     | Partner             | Finalgegner                       | Ergebnis        |
| --- | ------------------ | ----------------- | --------- | ------------------- | --------------------------------- | --------------- |
| 1.  | 18. Juli 1993      | Campinas          | Sand      | Óscar Ortiz         | Juan Garat Roberto Saad           | 6:4, 6:1        |
| 2.  | 16. Oktober 1994   | Lima (1)          | Sand      | Juan Garat          | João Cunha e Silva Nuno Marques   | 6:4, 6:7, 7:6   |
| 3.  | 8. Dezember 1996   | Santiago de Chile | Sand      | Martín Rodríguez    | Alejandro Aramburu Ramón Delgado  | 6:4, 6:4        |
| 4.  | 7. September 1997  | Azoren            | Hartplatz | Andrei Tscherkassow | Nils Holm Lars-Anders Wahlgren    | 6:7, 7:5, 6:3   |
| 5.  | 2. Mai 1999        | Espinho           | Sand      | Juan Balcells       | Noam Behr Eyal Ran                | 6:3, 6:2        |
| 6.  | 5. Dezember 1999   | Caracas           | Sand      | Martín Rodríguez    | José de Armas Jimy Szymanski      | 6:4, 6:3        |
| 7.  | 12. Dezember 1999  | Mexiko-Stadt      | Sand      | Damián Furmanski    | Paulo Taicher Andrés Zingman      | 6:4, 6:3        |
| 8.  | 22. Oktober 2000   | Lima (2)          | Sand      | Martín Rodríguez    | Juan Ignacio Chela Luis Horna     | 6:2, 5:2 aufgg. |
| 9.  | 19. November 2000  | Montevideo        | Sand      | Lucas Arnold Ker    | Juan Balcells Germán Puentes      | 6:4, 6:4        |
| 10. | 19. August 2001    | Brasília          | Sand      | Leonardo Olguín     | Gustavo Marcaccio Patricio Rudi   | 6:4, 6:4        |
| 11. | 23. September 2001 | Florianópolis     | Sand      | Martín Rodríguez    | Stephen Huss Lee Pearson          | 6:2, 6:1        |
| 12. | 7. Oktober 2001    | Guadalajara       | Sand      | Martín Rodríguez    | Agustín Calleri Ignacio Hirigoyen | 7:5, 7:5        |

#### Finalteilnahmen
| Nr. | Datum              | Turnier         | Belag     | Partner          | Finalgegner                   | Ergebnis        |
| --- | ------------------ | --------------- | --------- | ---------------- | ----------------------------- | --------------- |
| 1.  | 27. Februar 2000   | Mexiko-Stadt    | Sand      | Martín Rodríguez | Byron Black Donald Johnson    | 3:6, 5:7        |
| 2.  | 30. Juli 2000      | San Marino      | Sand      | Jack Waite       | Tomáš Cibulec Leoš Friedl     | 6:71, 5:7       |
| 3.  | 16. September 2001 | Costa do Sauípe | Hartplatz | Brent Haygarth   | Enzo Artoni Daniel Melo       | 3:6, 6:1, 6:75  |
| 4.  | 28. April 2002     | Barcelona       | Sand      | Lucas Arnold Ker | Michael Hill Daniel Vacek     | 4:6, 4:6        |
| 5.  | 21. Juli 2002      | Stuttgart       | Sand      | David Adams      | Joshua Eagle David Rikl       | 3:6, 4:6        |
| 6.  | 25. April 2004     | Monte Carlo     | Sand      | Martín Rodríguez | Tim Henman Nenad Zimonjić     | 5:7, 2:6        |
| 7.  | 19. September 2004 | Delray Beach    | Hartplatz | Martín Rodríguez | Leander Paes Radek Štěpánek   | 0:6, 3:6        |
| 8.  | 3. Oktober 2004    | Palermo         | Sand      | Martín Rodríguez | Lucas Arnold Ker Mariano Hood | 5:7, 2:6        |
| 9.  | 17. Oktober 2004   | Wien            | Sand      | Martín Rodríguez | Martin Damm Cyril Suk         | 7:64, 4:6, 6:74 |
| 10. | 6. Februar 2005    | Viña del Mar    | Sand      | Martín Rodríguez | David Ferrer Santiago Ventura | 3:6, 4:6        |